# Petahia de Ratisbona

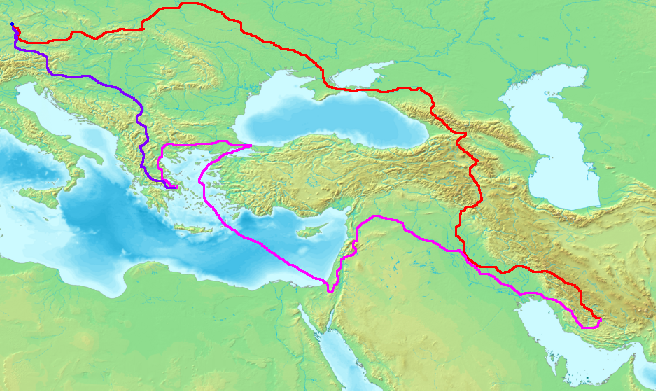
Recorregut aproximat del viatge de Petahia

Petahia de Ratisbona, també conegut com a Petachiah Ben Yakov, Moses Petachiah o Petachiah de Regensburg, fou un rabí d'origen bohemi de finals del segle xii i principis del segle xiii recordat per haver fet extensos viatges per tota l'Europa de l'Est, la regió del Caucas i l'Orient Mitjà.

## Biografia
Petahia va néixer a Ratisbona, Baviera (altres fonts esmenten Praga com a lloc de naixement). El seu germà va ser el rabí Yitzhak ha-Lavan (el Blanc) ben Yaakov, un famós jurista jueu. Durant la seva infància va ser probablement tutelat per estudiosos com Yehuda ben Shmuel (Judà el Piadós). Va ser autor de diverses glosses al Talmud. Sent encara jove, va deixar Ratisbona, una ciutat on la comunitat jueva era tan reconeguda per la seva pietat i aprenentatge que es deia de vegades l'Atenes jueva, i es va establir a Praga.
La data dels seus viatges és incerta. És probable que sortís de Praga en algun moment entre 1170 i 1180, i estigué sens dubte a Jerusalem abans de 1187, ja que la descriu sota el control del Regne de Jerusalem. Ja que se suposa que Judà el Piadós va ser qui va recopilar les notes de l'edició supervivent del quadern de viatge de Petahia, devia haver tornat a Ratisbona abans de la data de la seva mort el 1217, sense que es conegui del cert la data exacta de la seva mort.
Les notes dels seus viatges van ser publicades per primera vegada a Praga el 1595 sota el títol abreujat de Sibbub. Després també van ser publicades per Wagenseil, en una versió llatina, a Exercitationes Sex (pàg. 160-203, Estrasburg, 1687), per Carmoly, en hebreu i francès, amb el títol Sibbub ha-'Olam, a París, el 1831; i, finalment, per A. Benish, en hebreu i anglès, com The Travels of Rabbi Petaḥyah, a Londres, el 1856. L'última edició de l'obra de Petahia aparegué a Lemberg el 1859.

## El viatge
Petahia va viatjar a l'est des de Bohèmia, a través de Polònia, Belarús, el sud d'Ucraïna (que ell anomena Kedar) i Crimea. Descriu les restes dels khàzars i els principis de la comunitat caraïta de Crimea. A continuació, es va dirigir al sud a través del Kanat de Kiptxak i el Caucas a Armènia, residint durant un temps a Nísibis. Des d'allà va viatjar a Mesopotàmia, visitant les ciutats de Nínive, Sura, Pumbedita i Bagdad abans de passar a Pèrsia. Tornant-se cap a l'oest, va remuntar el riu Eufrates i va arribar a Síria, visitant Alep i Damasc. Va viatjar pel Regne de Jerusalem, visitant els llocs sants a Galilea i Judea, d'on va poder haver-se fet a la mar, perquè el següent lloc que descriu és Grècia. A partir d'aquí, probablement, va tornar a casa a través dels Balcans.